# Medalla por la Defensa del Cáucaso
La Medalla por la Defensa del Cáucaso (en ruso: Медаль "За оборону Кавказа", romanizado: Za oboronu Kavkaza) es una medalla de campaña de la Unión Soviética establecida el 1 de mayo de 1944 por decreto del Presídium del Sóviet Supremo de la URSS para recompensar a los participantes en la defensa del Cáucaso: militares del Ejército Rojo, la Armada y las tropas de la NKVD, así como a los civiles que participaron directamente en la defensa. Su estatuto fue modificado por múltiples resoluciones del Presídium del Sóviet Supremo de la URSS, el 16 de mayo de 1944, el 2 de junio de 1944, el 5 de junio de 1944, el 10 de marzo de 1945, 15 de marzo de 1945, y finalmente por decreto N.º 2523-X del Presídium del Sóviet Supremo de la URSS del 18 de julio de 1980.

## Reglamento
La medalla por la Defensa del Cáucaso se otorgaba a todos los participantes en la defensa del Cáucaso: militares del Ejército Rojo, la Armada y la NKVD, así como a los civiles que participaron directamente en la defensa, durante la Batalla del Cáucaso (1943-1943).
La concesión de la medalla se hizo en nombre del Pesídium del Sóviet Supremo de la URSS sobre la base de documentos que atestiguan la participación real en la defensa del Cáucaso emitidos por el comandante de la unidad, el jefe del establecimiento médico militar o por un relevante autoridad provincial o municipal de Stávropol o de los Soviets de Diputados del Pueblo de Krasnodar, del Soviet Supremo de la RSS de Georgia, de la RSS de Azerbaiyán, de la RASS de Osetia del Norte o de la RASS de Kabardia-Balkaria.

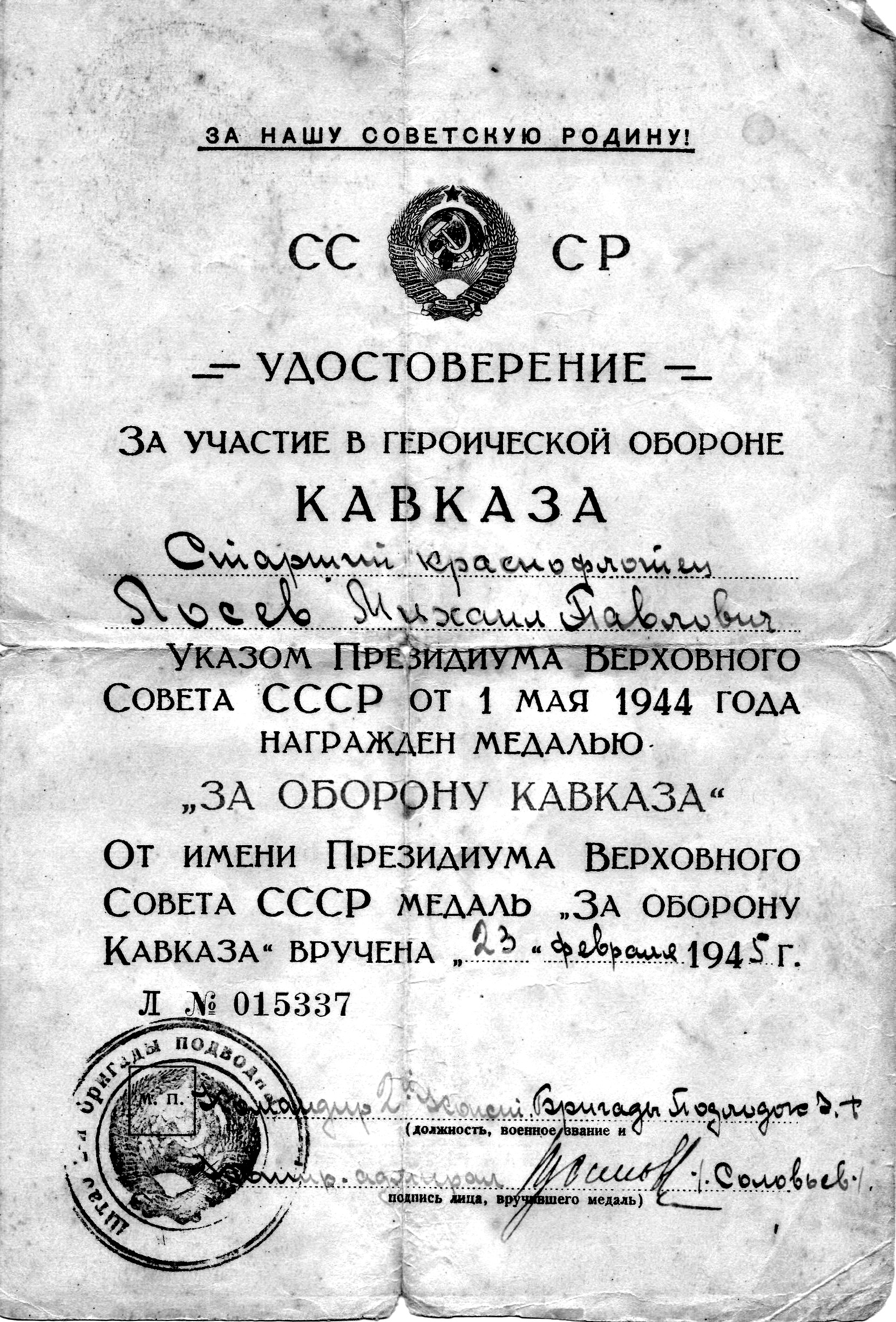
Certificado de la medalla

El personal militar en servicio recibió la medalla de su comandante de unidad, los militares ya jubilados la recibieron de un comisionado militar regional, municipal o de distrito en la comunidad de residencia del destinatario, los civiles participantes en la defensa del Cáucaso recibieron su medalla deː Ayuntamientos de Diputados Populares de los territorios de Stávropol y Krasnodar, de lo Soviets de Diputados Obreros, del Sóviet Supremo de la RSS de Georgia, de la RSS de Azerbaiyán, de la RASS de Osetia del Norte o de la RASS de Kabardin. Para los defensores que murieron en batalla o antes del establecimiento de la medalla, se otorgó póstumamente a sus familiares.
- La medalla  se otorgó a los militares y civiles de unidades, formaciones e instituciones del Ejército Rojo, la Armada y las tropas de la NKVD solo a aquellos que realmente participaron en la defensa del Cáucaso durante al menos tres meses en el período de julio de 1942 a octubre de 1943.
- La medalla se otorgó solo a los civiles que participaron en la defensa del Cáucaso en el período de julio de 1942 a octubre de 1943, así como a los que participaron activamente en la construcción de líneas defensivas y fortificaciones desde el otoño de 1941.

Los participantes en la defensa del Cáucaso, tanto del ejército como de la población civil, que resultaron heridos durante el período de defensa o recibieron órdenes o medallas de la URSS por la defensa del Cáucaso, recibieron la medalla independientemente del período de participación en dicha operación. 
La Medalla  se coloca en el lado izquierdo del pecho y, en presencia de otros premios de la URSS, se ubica inmediatamente después de la Medalla por la Defensa de Kiev. Si se usan en presencia de órdenes o medallas de la Federación de Rusia, estas últimas tienen prioridad.
Cada medalla venía con un certificado de premio, este certificado se presentaba en forma de un pequeño folleto de cartón de 8 cm por 11 cm con el nombre del premio, los datos del destinatario y un sello oficial y una firma en el interior. Por decreto del 5 de febrero de 1951 del Presídium del Sóviet Supremo de la URSS, se estableció que la medalla y su certificado quedarían en manos de la familia tras la muerte del beneficiario.
Fue otorgada a unas 870 000 personas aproximadamente. El autor del dibujo de la medalla es el artista Nikolái Moskalev.

## Descripción

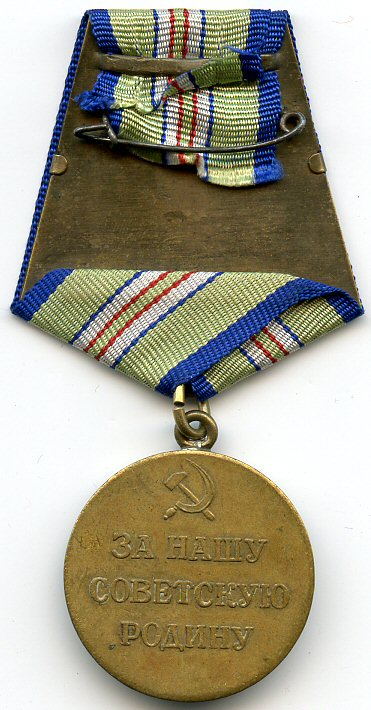
Reverso de la Medalla por la Defensa del Caucaso

La Medalla es una medalla circular de latón de 32 mm de diámetro con un borde elevado.
En el anverso, en el centro, la imagen en relieve del Monte Elbrús, a sus pies torres de perforación de petróleo y un grupo de tres tanques moviéndose hacia la izquierda (al frente van soldados con armas de fuego); sobre las montañas, tres aviones volando hacia la izquierda. Una banda de 3 mm de ancho cubierta con imágenes en relieve de racimos de uvas y flores recorría toda la circunferencia de la medalla, en la parte superior, una estrella en relieve de cinco puntas, en la parte inferior, un rollo con la inscripción en relieve «URSS» (en ruso: «СССР») dividido en dos por la imagen de la hoz y el martillo
En el reverso cerca de la parte superior, la imagen en relieve de la hoz y el martillo, debajo de la imagen, la inscripción en relieve en tres filas «POR NUESTRA PATRIA SOVIÉTICA» (en ruso, «ЗА НАШУ СОВЕТСКУЮ РОДИНУ»).
La medalla está conectada con un ojal y un anillo a un bloque pentagonal cubierto con una cinta de muaré de seda verde oliva de 24 mm de ancho. En medio de la cinta hay dos franjas blancas de 2 mm de ancho, separadas por una franja verde oliva del mismo ancho. A lo largo de los bordes de la cinta, rayas azules, cada una de 2,5 mm de ancho.

## Galardonados
Lista parcial de las personas que recibieron la Medalla por la defensa del Cáucaso.     

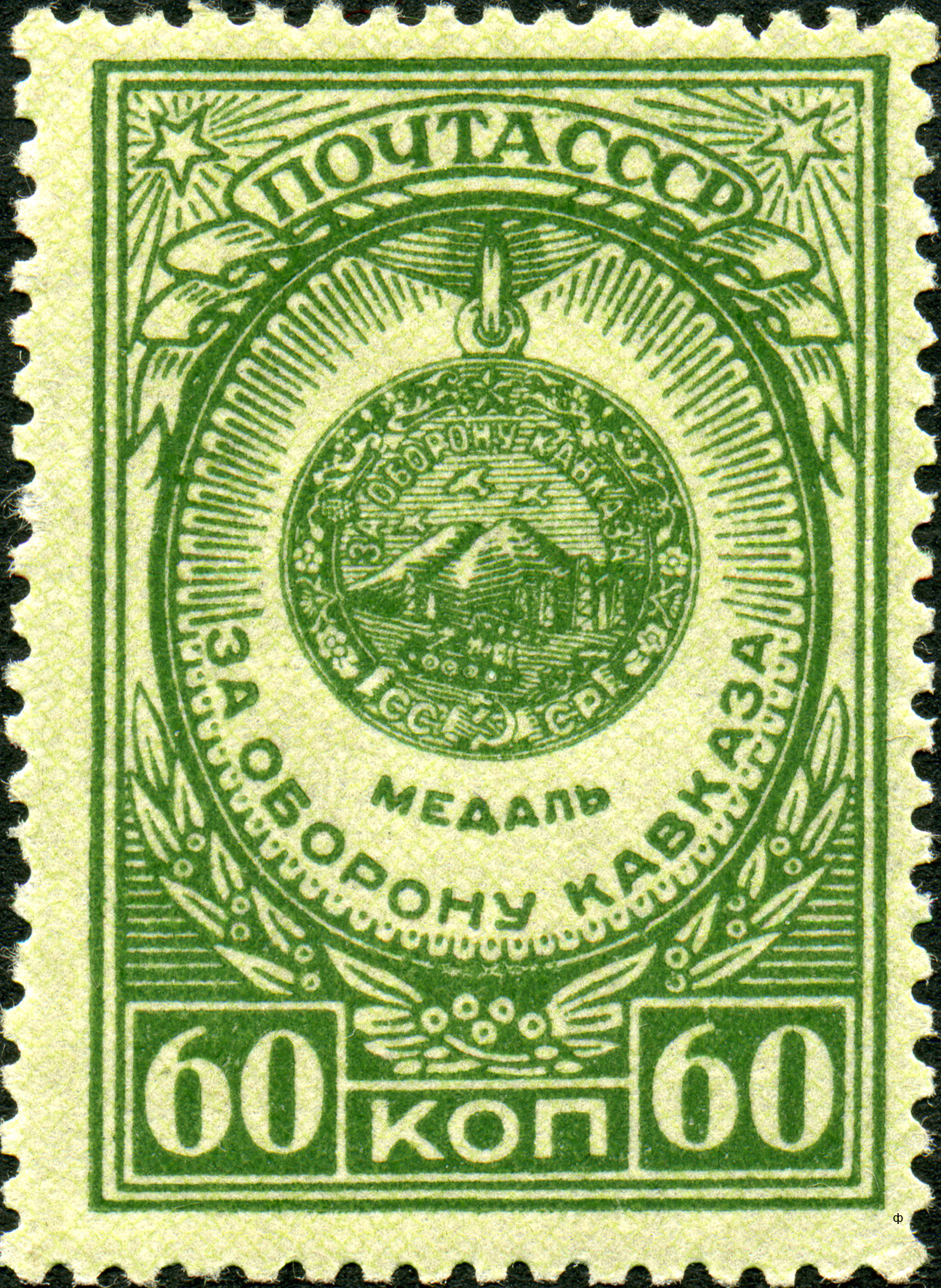
Sello postal soviético en honor de la Medalla por la Defensa del Caucaso

- Mariscal de la Unión Soviética Kliment Voroshílov
- Almirante de la flota Nikolái Kuznetsov
- Mariscal de la Unión Soviética Gueorgui Zhúkov
- El compositor armenio soviético Aram Jachaturián
- Mariscal de Aviación Alexánder Pokrishkin
- Mariscal de la Unión Soviética Rodión Malinovski
- Mariscal de la Unión Soviética Andréi Grechko
- Almirante de la flota Serguéi Gorshkov
- Almirante Filipp Oktyabrsky
- General de ejército Iván Petrov
- Mariscal de la Unión Soviética Vasili Petrov
- General de ejército Iván Tiulenev
- Teniente mayor y piloto Anna Yegórova
- Almirante de la flota Iván Isákov
- Capitán y piloto María Dólina
- Teniente mayor y navegante Yekaterina Riábova
- Mayor y piloto Natalia Meklin
- Mayor y piloto Polina Gelman
- Capitán de tercer grado Michael Petrovich Tsiselsky
- Mayor y posteriormente geólogo  Raul-Yuri Ervier
- Corresponsal de guerra Piotr Pavlenko
- Músico azerbaiyano Bahram Mansurov
- Teniente mayor Khiuaz Dospanova
- Teniente coronel de la reserva Rufina Gásheva
- Teniente mayor Maguba Sirtlanova
- Científica Sona Axundova